# The Devil’s Blood
A The Devil's Blood holland okkult rock/pszichedelikus rock/hard rock/heavy metal/pagan rock zenekar volt. 2006-ban alakultak Eindhoven-ben, és 2013-ban oszlottak fel. Zenéjük Black Sabbath és Coven jellegű hard/pszichedelikus rock hangzású. Farida Lemouchi személyében egy nő az énekes. 2014-ben a zenekar alapító tagja és gitárosa, Selim Lemouchi elhunyt, 33 éves korában. SL szerint a Wishbone Ash, a The Pretty Things, a Jefferson Airplane és az UFO együttesek hatottak a zenéjükre. Az együttes zenéjét a Blue Öyster Cult és a Hawkwind zenéjéhez is hasonlították.

## Tagok
- Selim "SL" Lemouchi - gitár, ének (2006-2013, 2014-ben elhunyt)
- Farida "The Mouth of Satan" Lemouchi - ének (2006-2013)
- Sander "B" van Baalen - dob (2007-2011)
- Thomas "T" Sciarone - gitár (2008-2011)
- Benjamin "Jimmy Blitzer" Dokter - basszusgitár (2008)
- Willem "Will Power" Verbuyst - gitár (2008)
- Job "J" van de Zande - basszusgitár (2008-2013)
- Ron "R" van Herpen - gitár (2008-2013)
- Micha "M" Haring - dob (2011-2013)
- Oeds "O" Beydals - gitár (2011-2013)

## Diszkográfia
- The Time of No Time Evermore (2009)
- The Thousandfold Epicentre (2011)
- III: Tabula Rasa or Death and the Seven Pillars (2013)

Demók
- Demo 2007

EP-k, kislemezek
- The Graveyard Shuffle (kislemez, 2008)
- Come Reap (EP, 2008)
- I'll Be Your Ghost (kislemez, 2009)
- Fire Burning (kislemez, 2011)